# Ломигорский сельсовет
Ломиго́рский сельсове́т — сельское поселение в Воловском районе Липецкой области. 
Административный центр — деревня Мишино.

## История
В соответствии с законом Липецкой области № 114-оз «О наделении муниципальных образований в Липецкой области статусом городского округа, муниципального района, городского и сельского поселения» от 2 июля 2004 года Ломигорский сельсовет наделён статусом сельского поселения.
Постановлением восемнадцатого заседания Липецкого областного Собрания депутатов от 12.10.95 № 353-пс образованы Замарайский сельский Совет путем разукрупнения Ломигорского сельсовета.
В Замарайский сельсовет вошли: деревни Вислый Колодезь, Воронцовка, Елизаветинка, Казанка, Калиновка, Петровское, сёла Замарайка, Турчаново, посёлок Красный Луч.

## Население
| 2010 | 2012 | 2013 | 2014 | 2015 | 2016 | 2017 |
| ---- | ---- | ---- | ---- | ---- | ---- | ---- |
| 501  | ↘469 | ↘449 | ↘437 | ↘436 | ↗439 | ↘431 |
| 2018 | 2021 |      |      |      |      |      |
| ↘424 | ↘399 |      |      |      |      |      |

## Состав сельского поселения
| № | Населённый пункт | Тип населённого пункта          | Население |
| - | ---------------- | ------------------------------- | --------- |
| 1 | Елизаветинка     | деревня                         | →4        |
| 2 | Казанка          | деревня                         | ↘2        |
| 3 | Калиновка        | деревня                         | →0        |
| 4 | Ломигоры         | село                            | ↘148      |
| 5 | Маково           | деревня                         | ↘103      |
| 6 | Мишино           | деревня, административный центр | ↗244      |